# Las Vegas Outlaws
Die Las Vegas Outlaws waren ein Arena-Football-Team aus Las Vegas, Nevada, das in der Arena Football League (AFL) spielte. Ihre Heimspiele trugen die Outlaws im Thomas & Mack Center aus.

## Geschichte
Die Outlaws wurden 2014 gegründet und nahmen zur Saison 2015 am Spielbetrieb der AFL teil. Sie ist bereits die dritte Franchise nach den Stings und den Gladiators, die in Las Vegas ansässig waren.
Besitzer der Outlaws war Vince Neil, Sänger der Mötley Crüe.
Schon nach einer Saison, suchte die Liga nach neuen Eigentümern, da die Zuschauerzahlen den Erwartungen nicht gerecht wurden. Ebenfalls ist von finanziellen Problemen die Rede gewesen. Da keine neuen Eigentümer gefunden wurden, lösten sich die Outlaws auf.

## Saisonstatistiken
| Jahr | Team              | Liga | S | N  | U | Playoffs erreicht | Playoffrunde |
| ---- | ----------------- | ---- | - | -- | - | ----------------- | ------------ |
| 2015 | Las Vegas Outlaws | AFL  | 5 | 12 | 1 | nein              |              |

## Zuschauerentwicklung
| Jahr | Team              | Zuschauerdurchschnitt |
| ---- | ----------------- | --------------------- |
| 2015 | Las Vegas Outlaws | 5.323                 |